# جيمس بروكس (لاعب كرة قدم أمريكية)
جيمس بروكس (بالإنجليزية: James Brooks)‏ هو لاعب كرة قدم أمريكية أمريكي، ولد في 28 ديسمبر 1958 في وارنر روبينز في الولايات المتحدة.

## وصلات خارجية
- جيمس بروكس على موقع مرجع كرة القدم المحترفة.كوم (الإنجليزية)
- جيمس بروكس على موقع قاعة جورجيا للمشاهير الرياضية (مؤرشف) (الإنجليزية)